# 9 Leonis
9 Leonis är en gul jätte i stjärnbilden Lejonet.
9 Leonis har visuell magnitud +6,60 och kräver fältkikare för att kunna observeras. Den befinner sig på ett avstånd av ungefär 235 ljusår.